# 希蒙·萨伊诺克
希蒙·沃伊切赫·萨伊诺克（波蘭語：Szymon Wojciech Sajnok，1997年8月24日—）生于卡爾圖濟，是一名波兰男子自行车运动员。他在10岁时开始练习自行车，最初他练习的是山地自行车，后来改练公路自行车和场地自行车。2017年，他加入高士特职业车队，正式成为职业选手。他2019年开始将最主要精力放在公路自行车上，后为了参加2020东京奥运而开始再度回归场地自行车赛场。